# Rugotyphis
Rugotyphis is een geslacht van uitgestorven weekdieren uit de klasse van de Gastropoda (slakken).

## Soorten
- Rugotyphis francescae (Finlay, 1924) †
- Rugotyphis secundus Vella, 1961 †
- Rugotyphis vellai (Maxwell, 1971) †